# Aphelandra rosulata
Aphelandra rosulata är en akantusväxtart som först beskrevs av Gustav Lindau, och fick sitt nu gällande namn av D. C. Wasshausen. Aphelandra rosulata ingår i släktet Aphelandra och familjen akantusväxter. Utöver nominatformen finns också underarten A. r. albinotata.